# اناد
اناد (به انگلیسی: Anad) یک منطقهٔ مسکونی در هند است که در کرالا واقع شده‌است.

## خصوصیات
اناد ۳۰٬۴۹۱ نفر جمعیت دارد.